# فرد سبيد
فرد سبيد (بالإنجليزية: Fred Speed)‏ (1909 في المملكة المتحدة - ) هو لاعب كرة قدم بريطاني في مركز نصف الجناح. لعب مع نادي إكزتر سيتي ونادي يورك سيتي وهال سيتي ونادي مانسفيلد تاون.